# جيما ميرنا
جيما آن ميرنا (بالإنجليزية: Gemma Ann Merna)‏ وهي ممثلة وعارضة أزياء إنجليزية بريطانية ولدت في يوم 6 فبراير 1984 في مدينة مانشستر في إنجلترا مثلت في مسلسل هولي يوكاس وألذي بُثَّ من 2006 إلى 2014.

## روابط خارجية
- جيما ميرنا على موقع IMDb (الإنجليزية)
- جيما ميرنا على موقع قاعدة بيانات الفيلم (الإنجليزية)